# Anyone Lived in a Pretty How Town
Anyone Lived in a Pretty How Town ist der sechste Kurzfilm des Drehbuchautors, Produzenten und Regisseurs George Lucas und wurde 1967 während Lucas Assistenz von Seminarleiter Gene Peterson an der University of Southern California produziert.
Der sechsminütige Fantasy-Kurzfilm war in Farbe und in Cinemascope gedreht worden. Das Drehbuch, das George Lucas zusammen mit Paul Golding, seinem Partner von Herbie, verfasste, beruhte dem Namen nach auf dem Gedicht anyone lived in a pretty how town von E. E. Cummings aus dem Jahr 1940. Analog zum experimentellen Schreibstil des Dichters basiert Lucas’ impressionistischer Film auf einer surrealen Erzählung.

## Handlung
Ein Mann erwacht unter einem Baum in einem Park. Er erhebt sich, riecht an einer Blume und beobachtet ein Kaninchen. Woanders hämmert ein Arbeiter in einer Fabrik, während eine Frau an einer Nähmaschine arbeitet. Aus dem Nichts erscheint überraschend ein Mann mit einer altmodischen Kamera. Die Menschen, die er daraufhin fotografiert, verschwinden blitzartig. Seine Lieblingsbilder hebt der Mann in einem Fotoalbum auf. Bilder, welche ihm nicht zusagen, zerreißt er.
Der Mann im Park trifft sich mit einem jungen Mädchen und macht mit ihr ein Picknick. Während sie in der Sonne tanzen, taucht der Fotograf auf und macht daraufhin ein Bild von dem Mann. Als der Mann verschwindet, beginnt das Mädchen zu weinen. Der Fotograf erkennt auf seinem Bild einen Mann mit entsetztem Gesichtsausdruck und zerreißt dieses Foto. Im Park setzt Regen ein und aus den  Schnipseln des Fotos erblühen Margeriten. Ein kleiner Junge riecht an den Blumen und springt davon.